# Нефтеевро

Знак евро

Нефтеевро — евро, получаемые в оплату за поставок нефти, в противоположность (или в дополнение к) нефтедолларам.

## История
В связи со снижением курса доллара некоторые нефтедобывающие страны высказали желание перейти на расчеты в евро. Об этом же заявил и президент Ирана Махмуд Ахмадинежад.
Россия тоже имела планы использовать евро вместо долларов при расчётах за нефть со своими контрагентами. Об этом сообщал Владимир Путин в 2003 году, когда Россия вышла на первое место в мире по добыче нефти. Появлению и становлению нефтеевро также способствовал отказ Центробанка России от неразрывной связи между курсом рубля и доллара, существовавшим долгие годы и переходе к другой системе хранения своих золотовалютных запасов, когда основной упор будет делаться на евро и золото, а не на доллары.
Это стало маленьким шагом к уменьшению мирового долларового господства в мире, в феврале 2005 года аналитики организации «Geostrategymap» провели оценку геополитических глобальных последствий от действий российского ЦБ по отвязке рубля от доллара и высказались в следующем ключе: «именно русские стояли во главе стратегии по замене нефтедолларов на нефтеевро», это будет способствовать перемещению «нового центра экономической власти с Атлантики на евро-азиатский суперконтинент».